# Max Seibald
Max Seibald (* 15. März 1968 in Lienz, Osttirol) ist ein österreichischer Bildhauer.

## Leben
Aufgewachsen in Heiligenblut am Großglockner (Kärnten) absolvierte er zunächst eine Tischlerlehre, anschließend besuchte er eine private Schule für Bildhauerei in Bad Kleinkirchheim. Von 1989 bis 1992 studierte er Bildhauerei an der Akademie der bildenden Künste Wien bei Joannis Avramidis und Michelangelo Pistoletto, in den Jahren 2004 und 2005 studierte er Visual Arts an der IUAV in Venedig bei Antoni Muntadas.
Max Seibald lebte von 1995 bis 2007 im Veneto (Italien); seine Arbeit führte ihn durch ganz Europa, mit Schwerpunkten in Italien, Kroatien und Polen. Aktuell lebt und arbeitet er in Wien und Kärnten.
Sein Werk reicht von der klassischen Skulptur über Design bis hin zur zeitgenössischen Architektur. 

„Das künstlerische Schaffen von Max Seibald ist eng mit seinem gesamten Dasein verwoben. Auch wenn das Spektrum des Künstlers breit gefächert ist, ist ihm eine Sparte besonders nahe – die angewandte Kunst. Seine Arbeiten überschreiten herkömmliche Denkmuster tradierter Produktionsmethoden. In solchen Entwürfen sind die Bestrebungen des Künstlers erkennbar, über die Kunst den Kern der Emotionen zum Ausdruck zu bringen, um das zu gestalten, was man nicht sieht, obwohl es da ist.“

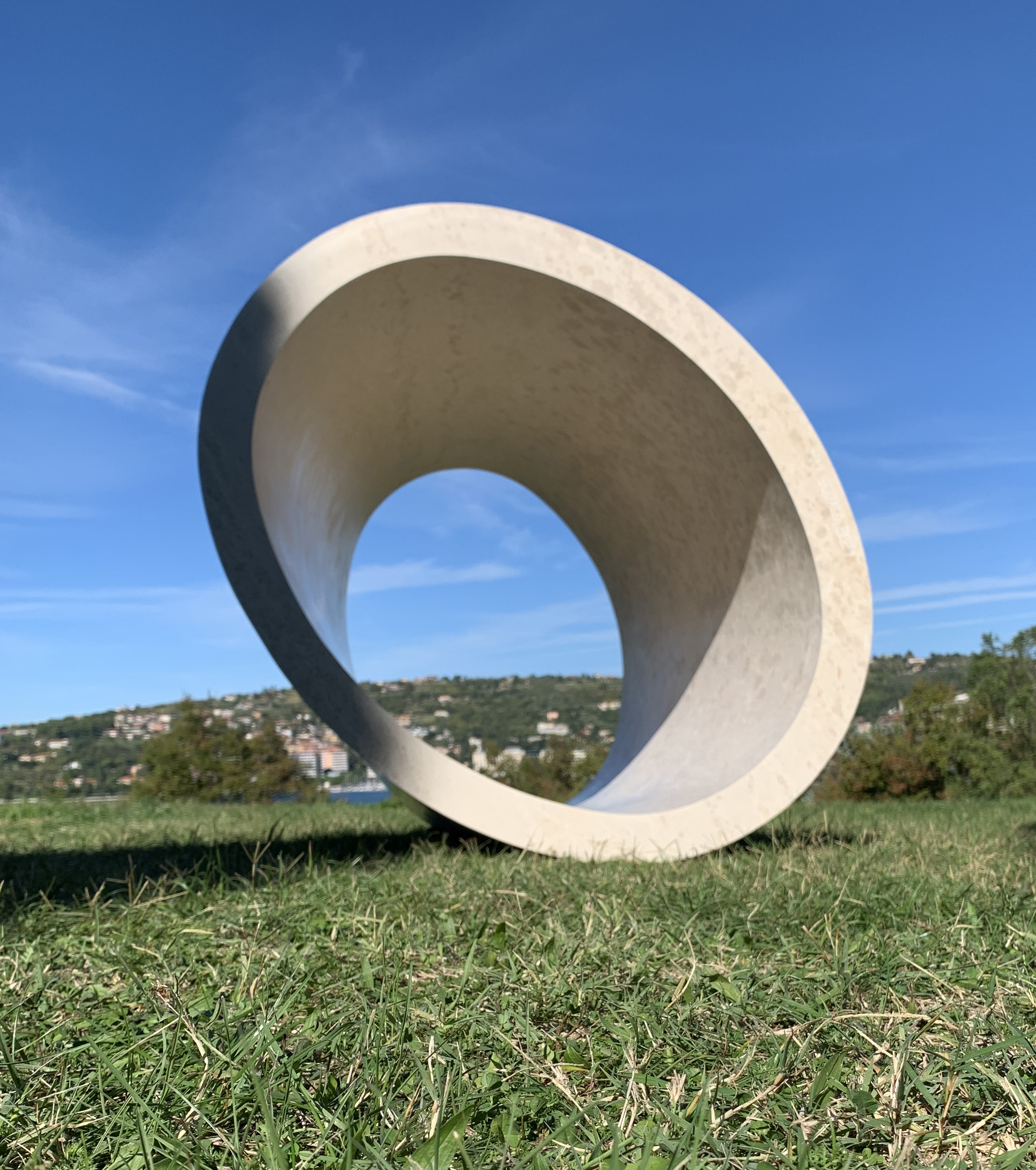
Spielraum Portoroz, Slowenien
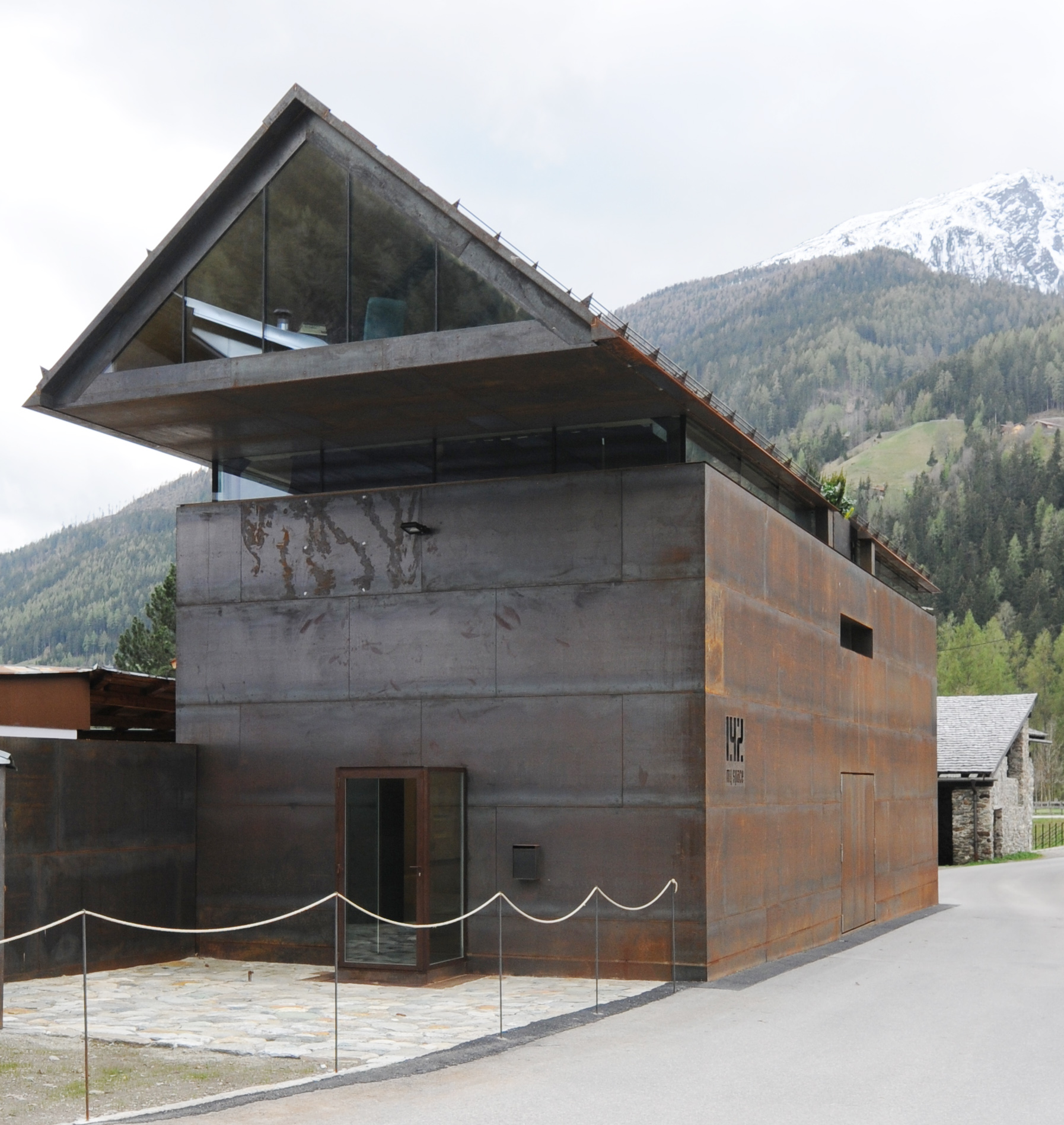
My space 192 Kärnten, Österreich

Max Seibald ist Mitglied der Vereinigung Künstlerhaus Wien, beim Kunstverein Kärnten und beim Kunstwerk Krastal.

## Publikationen
- mit Martin Traxl, Silvie Aigner und Luigi Sera: Max Seibald SHAPES of SPACE, Ritter, Klagenfurt 2014, ISBN 978-3-85415-522-5.
- mit Anna Maria Kramm und Salzburger Pressverein: Max Seibald SHAPES of LIVING, Pustet, Salzburg 2021, ISBN 978-3-7025-0998-9.

## Ausstellungen und Symposien (Auswahl)
- 2020: Simposio scultura in Vergnacco, Italien
- 2020/21: ICE Camp Transfiguration am Kitzsteinhorn, Österreich
- 2021: Blick ins Unterholz, Bildraum Bodensee, Österreich
- 2021: FORMA VIVA, Bildhauer-Symposion in Portoroz, Slowenien
- 2022: In der Tat, Ausstellung in MY SPACE 192, Österreich
- 2023: UN-BEDINGT, Ausstellung mit Lilian Mattuschka in MY SPACE 192, Österreich
- 2023/2024: Ice Camp RECHARGE YOUR ENERGY, Kitzsteinhorn, Lilian Mattuschka
- 2024: Tuwaiq Sculpture - Riyadh Art, INTERSPACE, Riyad, Saudi-Arabia
- 2024: HANDFEST, Ausstellung mit Peter Dörflinger in der Galerie Freihausgasse, Villach, Österreich
- 2024: 57. Internationales Steinbildhauer:innen Symposion [kunstwerk] krastal, Kärnten, Österreich
- 2024: UN-BEDINGT, Ausstellung mit Lilian Mattuschka und Heike Schäfer im Kunstverein Kärnten, Künstlerhaus Klagenfurt, Österreich

## Preise und Anerkennungen
- 1993: Förderungsstipendium für die Diplomarbeit Bewegte Architektur
- 1994: Meisterschulpreis für Bildhauerei
- 1995: Kunststipendium für Projektarbeit in Italien
- 2005: Projektstipendium für Sparten übergreifende Kunstformen
- 2008: Förderungspreis für bildende Kunst, Kärnten
- 2019: Nominierung Bauherrnpreis für MY SPACE 192
- 2021: BIG SEE Architecture Award für MY SPACE 192[5]